# I Have a Dream (sång)
I Have a Dream är en poplåt med den svenska musikgruppen Abba. Den är skriven av Benny Andersson och Björn Ulvaeus och togs med på gruppens musikalbum Voulez-Vous 1979. Inspelningen påbörjades 15 mars 1979, en dryg månad innan albumet kom att släppas. En tidig demoinspelning av melodin hade arbetstiteln I Know a Song.
Under hösten 1979 spelade Abba in låten med spansk text, Estoy Soñando, vilken gavs ut på singelskiva i spansktalande länder.

## Singelskiva
I Have a Dream släpptes på singelskiva i december 1979, med en liveversion av Take a Chance on Me som B-sida. Inspelningen hade gjorts vid gruppens konsert på Wembley Arena i London under hösten 1979. Detta var Abba:s sista singelsläpp under 1970-talet, det årtionde då gruppen nådde större kommersiella framgångar än någon annan populärmusik i världen. I Have a Dream är den enda Abba-låt som inte bara sjungs av enbart gruppmedlemmarna, utan också en stor kör med barn.

### Mottagande
I Have a Dream klättrade till förstaplatsen på singellistorna i Belgien, Nederländerna, Schweiz och Österrike och placerade sig på andra plats i Storbritannien där den hölls borta från förstaplatsen av Pink Floyds singel Another Brick in the Wall (Part 2). I Have a Dream nådde också topp fem i Irland, Sydafrika och Västtyskland och blev också en förstaplacerad hitlåt på listan Adult Contemporary av tidskriften RPM i Kanada. Abba:s spanska version nådde 15:e plats i Spanien och klättrade till topp fem i både Argentina och Mexiko.
Abba släppte inte I Have a Dream kommersiellt i USA, men den blev en radiohit på stationerna för "Easy Listening" och "Adult Contemporary" och har senare spelats ofta på stationer för Adult Standards. 

## Coverversioner
Countrygospelsångaren Cristy Lane spelade in en cover på sången som nådde 17:e plats på listan Hot Country Songs i USA 1981.
En inspelning av det svenska dansbandet Streaplers med text på svenska av Ingela Forsman, Jag har en dröm, låg på Svensktoppen i 17 veckor under perioden 31 maj-6 december 1987, med en fjärdeplats som bästa placering. Denna version är mer fredsorienterad, och skall inte förväxlas med den text Niklas Strömstedt senare skrev till den svenska uppsättningen av musikalen Mamma Mia!.
I december 1999, exakt 20 år efter Abba:s originallansering, nådde I Have a Dream förstaplatsen på singellistan i Storbritannien, då som coverversion av pojkbandet Westlife, som en dubbel A-sida tillsammans med en cover på Seasons in the Sun.

## Listplaceringar
| Lista (1979/1980)           | Placering |
| --------------------------- | --------- |
| Australien                  | 64        |
| Frankrike                   | 42        |
| Belgien                     | 1         |
| Irland                      | 2         |
| Kanada (Adult Contemporary) | 1         |
| Nederländerna               | 1         |
| Schweiz                     | 1         |
| Storbritannien              | 2         |
| Sydafrika                   | 3         |
| Västtyskland                | 4         |
| Zimbabwe                    | 7         |
| Österrike                   | 1         |

## Övrigt
I musikalen och filmen Mamma Mia! framförs I Have a Dream som den första melodin och sjungs då av karaktären Sophie, i filmen från 2008 tolkad av Amanda Seyfried.